# Edifici Illescas
L'Edifici Illescas, situat als carrers de Pàdua i de Ríos Rosas de Barcelona, està catalogat com a bé cultural d'interès local.

## Història
Va ser projectat el 1933 per l'arquitecte Sixte Illescas, un dels fundadors del GATCPAC, i es va enllestir dos anys després. Originalment, se'l coneixia com la Casa de Vidre perquè la planta baixa estava tota recoberta de vidre verd de claraboia.

## Descripció
Es tracta d'un edifici d'habitatges de planta baixa, cinc pisos i àtic, que en el moment de la seva construcció es trobava enmig d'un barri de casetes baixes alineades i petites torres envoltades de jardí. Enmig de tot això, Illescas va aixecar aquest edifici amb un concepte i un llenguatge completament diferent, seguint en la línia del que portava fent fins aleshores.
La planta baixa estava tota recoberta de vidre de claraboia (actualment hi ha rajoles vidriades verdes), amb els perfils d'aram, material que també utilitzarà per a la porta d'entrada. La façana de la resta de les plantes les va pintar de color gris blavós. Per disminuir la sensació d'uns murs gruixuts i accentuar unes línies més profundes, dona protagonisme a l'aresta de la cantonada deixant-la buida i allunyant el màxim possible les finestres i balcons.
Pels balcons va utilitzar les terrasses-jardí, típiques en l'arquitectura de Le Corbusier. De la façana en sobresurt una fina llosana de fibrociment gris amb un ampit de ferro pintat de blanc i de la qual surten a cada banda dues malles del mateix material que tanquen el balcó.